# 海龍寺
海龍寺位於四川省雷波縣馬湖，文物遺址年代判定為清。1996年9月16日公佈為四川省第四批省級文物保護單位。